# Magneton Bohra
Magneton Bohra (symbol μB) – stała fizyczna o wymiarze momentu magnetycznego. Jest to wartość momentu magnetycznego elektronu znajdującego się na orbicie Bohra:
{\displaystyle \mu _{B}={\frac {e\hbar }{2m_{e}}}}
gdzie:
{\displaystyle e} – ładunek elementarny,
{\displaystyle \hbar } – zredukowana stała Plancka,
{\displaystyle m_{e}} – masa spoczynkowa elektronu.
Analogiczna jednostka, w definicji której zamiast masy elektronu występuje masa protonu to magneton jądrowy μN:
1 μB ≈ 1836 μN
W układzie SI wartość magnetonu Bohra wynosi:
1 μB = 9,274 010 0657(29)×10−24 J·T −1
Odpowiada to 9,274 010 0657(29)×10−21 erg·Gs−1 = 9,274 010 0657(29)×10−21 emu w układzie CGS.